# Bruno Filippi
(Bruno Filippi - postumo 1920 - da TUTTO X NIENTE di Mario Frisetti testo Copyleft)
Bruno Filippi (Livorno, 30 marzo 1900 – Milano, 7 settembre 1919) è stato un rivoluzionario, anarchico individualista italiano.

## Biografia
Nasce a Livorno ma la sua famiglia si trasferisce a Milano quando lui è ancora bambino.
Di fede anarco-individualista di impronta stirneriana è un militante sin dall'adolescenza: era stato arrestato già nel 1915 per possesso di una pistola, seppur senza proiettili. Tra il 1917 e il 1918 partecipa alla prima guerra mondiale, esperienza che lo segnerà profondamente. Pur essendo partito da posizioni pacifiste prima dell'arruolamento, mentre una parte minoritaria dell'anarchismo italiano si dichiarava interventista, cambierà parere durante il conflitto, convincendosi che solo la prosecuzione della guerra avrebbe potuto portare il proletariato all'esasperazione e quindi alla rivolta. 
Dopo la fine del conflitto però, il suo anarchismo si radicalizzerà particolarmente, allontanandosi sempre di più dalle posizioni ortodosse avvicindosi ad un anarco-individualismo radicale e aristocratico. Nei suoi scritti di questo periodo Filippi mostrerà un totale disprezzo per la massa, disgustato dalla sua viltà ed incapacità di ribellarsi, e che l'unica insurrezione possibile per gli anarchici sia l'attacco armato alle classi sociali superiori, eseguito solo da pochi e senza l'ausilio della massa. Nel dopoguerra l'esperienza russa fa pensare che anche in Italia la rivoluzione sia a portata di mano del proletariato. Filippi approda dunque al terrorismo, vedendolo però in una prospettiva totalmente diversa dall'anarchia classica. Per Filippi le sue azioni non servono per ispirare una rivoluzione, ma solo per attaccare un nemico apparentemente invincibile, e per affermare la propria individualità nella guerra, unico ambito in cui uno spirito libero può affermarsi sfuggendo alle catene proprie del suo ceto. A lui sono attribuiti tutta una serie di attentati che scandiscono il 1919, anno in cui collaborerà con Renzo Novatore alla rivista Iconoclasta! di Pistoia ed anno in cui morirà.
Bruno Filippi muore infatti il 7 settembre 1919, in un ennesimo attentato in galleria Vittorio Emanuele a Milano dilaniato da un ordigno che avrebbe dovuto colpire il caffè Biffi, storico ritrovo dell'alta borghesia milanese. Le dinamiche della morte non sono del tutto chiare ciò che si sa è che la bomba esplose prima del tempo, creando gravi danni alle strutture ma nessuno alle persone, fatta esclusione per Filippi stesso. Sembrerebbe inoltre che Filippi facesse parte della stessa cellula terroristica responsabile dell'attentato al teatro Diana, altro fatto mai del tutto chiarito, e che non avesse partecipato all'attentato perché avvenne dopo la sua morte.
Il suo pensiero sarà raccolto da Renzo Novatore che nel 1920 sempre sulla rivista Iconoclasta! pubblicherà i suoi scritti postumi sotto il titolo: I grandi iconoclasti.